# Georges Louis Nicolas Blaison
Pour les articles homonymes, voir Blaison (homonymie).
Georges Louis Nicolas Blaison, né à Lapalisse le 30 juillet 1906 et mort pour la France dans le golfe du Mexique dans la nuit du 18 au 19 février 1942, est un officier de marine français.

## Biographie

### Jeunesse
Georges Louis Nicolas Blaison naît à Lapalisse le 30 juillet 1906. Il est le second des fils de Jean-Baptiste Célestin Blaison, receveur des finances alors en poste dans cette petite ville de l'Allier, et de Marie Magdeleine Valloton. Bien intégrée localement, sa famille, qui appartient à la petite bourgeoisie provinciale, habite à Lapalisse une grande bâtisse dans le quartier du Petit Paris.
Vers 1912, le couple Blaison et leurs enfants quittent la cité bourbonnaise pour Dijon, nouveau lieu d'affectation de son père. Après le collège, Georges intègre avec son frère aîné les rangs du lycée Carnot où il fait d'excellentes études. En juillet 1922, il est reçu à l'examen du baccalauréat avec mention. Deux ans plus tard, son frère et lui réussissent chacun à un mois d'intervalle leurs examens d'entrée à deux grandes écoles, celle de l'École centrale pour le premier et celle de l’École navale pour le second,. Se destinant à servir dans la marine de guerre, Georges Blaison est admis à concourir le 11 juillet 1924.

### Carrière militaire
Entré comme élève boursier à l'École navale en octobre 1925, il sort aspirant de marine à l'issue de cette formation militaire. À sa sortie de l’École navale, Blaison est promu enseigne de vaisseau de 2e classe et est affecté en cette qualité, en octobre 1927, sur un navire-école, le croiseur Jeanne d'Arc, alors fleuron de la marine de guerre, basé à Brest. Après son passage sur le Jeanne d'Arc, Blaison rejoint le 27 juillet 1928 la 1re escadre à Toulon, où il est affecté sur le cuirassé Bretagne. En septembre 1928, il satisfait aux examens de sortie de l'École d'application et est muté fin 1928 sur le cuirassé Lorraine. Poursuivant sa formation militaire sur divers bâtiments de la flotte, au début de l'année 1929, il est affecté sur le croiseur Duquesne.
Jeune officier de marine, Louis Blaison est promu enseigne de vaisseau de 1re classe à compter du 1er octobre 1929 et doit regagner le port militaire de Brest, où il est appelé à servir le 24 octobre suivant sur l'aviso Remiremont, alors navire école des apprentis marins. Auprès de son commandant, le capitaine de corvette Maurice Rey, le jeune Blaison y occupe pour la première fois le rang d'officier en second. Cette nouvelle mission navale pour le jeune capitaine est de courte durée car Blaison doit être remplacé immédiatement le 25 décembre 1930 par l'enseigne de vaisseau de 1re classe Hacard. Entré dès le 18 décembre 1930 à l'école de la navigation sous-marine à Toulon où il obtient à sa sortie son certificat d'aptitude de navigation maritime à la fin du mois de juin 1931, Blaison intègre à Toulon dès le 1er juillet 1931 le sous-marin de 1re classe Requin. Inauguré et lancé le 19 juillet 1924, ce submersible de 65 mètres de long et de 1 440 tonnes en plongée, possédant un canon de 100 millimètres et 8 lance-torpilles, est sa première affectation sous-marine. À peine muté, il fait la rencontre de Thérèse Franchelli, diplômée en droit, avec laquelle il se marie à la mairie du 9e arrondissement de Paris le 14 octobre 1931.
Lieutenant de vaisseau (mars 1935), il passe successivement sur les sous-marins Marsouin, Agosta et Phénix avant de commander en août 1939 la Sybille mais, malade, il doit débarquer au printemps 1940. Il commande alors un groupe de chalutiers armés et participe aux opérations d'évacuation dans la Manche. Il rallie ensuite les Forces navales françaises libres.

### Commandant du sous-marinSurcouf
Lancé officiellement le 18 octobre 1929 de l'arsenal de Cherbourg, le sous-marin Surcouf, le plus grand au monde en vertu de ses dimensions et de son puissant armement, a pour premier commandant le capitaine de corvette Raymond de Belot. Celui-ci est remplacé en octobre 1941 par Blaison, promu capitaine de corvette à titre temporaire en janvier de la même année. Avec le Surcouf, Blaison effectue diverses missions dans l'Atlantique et participe au ralliement de Saint-Pierre-et-Miquelon à la France libre (décembre 1941). Envoyé dans le Pacifique, il fait route vers Panama pour traverser le canal quand, dans la nuit du 18 au 19 février 1942, dans le golfe du Mexique, le Surcouf est bombardé par erreur par un avion américain. Georges Blaison disparaît avec tout son équipage.
À titre posthume, il est fait chevalier de la Légion d'honneur (1945), reçoit la Croix de guerre avec trois citations et la médaille de la Résistance française. Presque dix ans après la disparition du Surcouf, un mémorial en souvenir des 130 sous-mariniers et de leur commandant est inauguré le dimanche 23 septembre 1951, en présence du général de Gaulle, alors président du Rassemblement du peuple français.

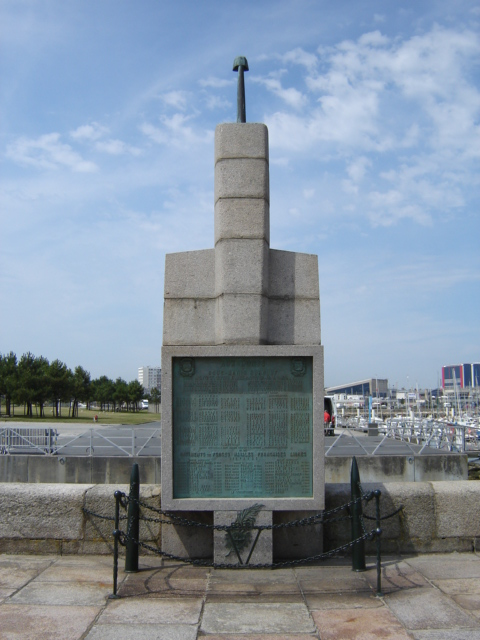
Monument dédié aux morts du croiseur sous-marin Surcouf, inauguré à Cherbourg le 23 septembre 1951.

## Hommages

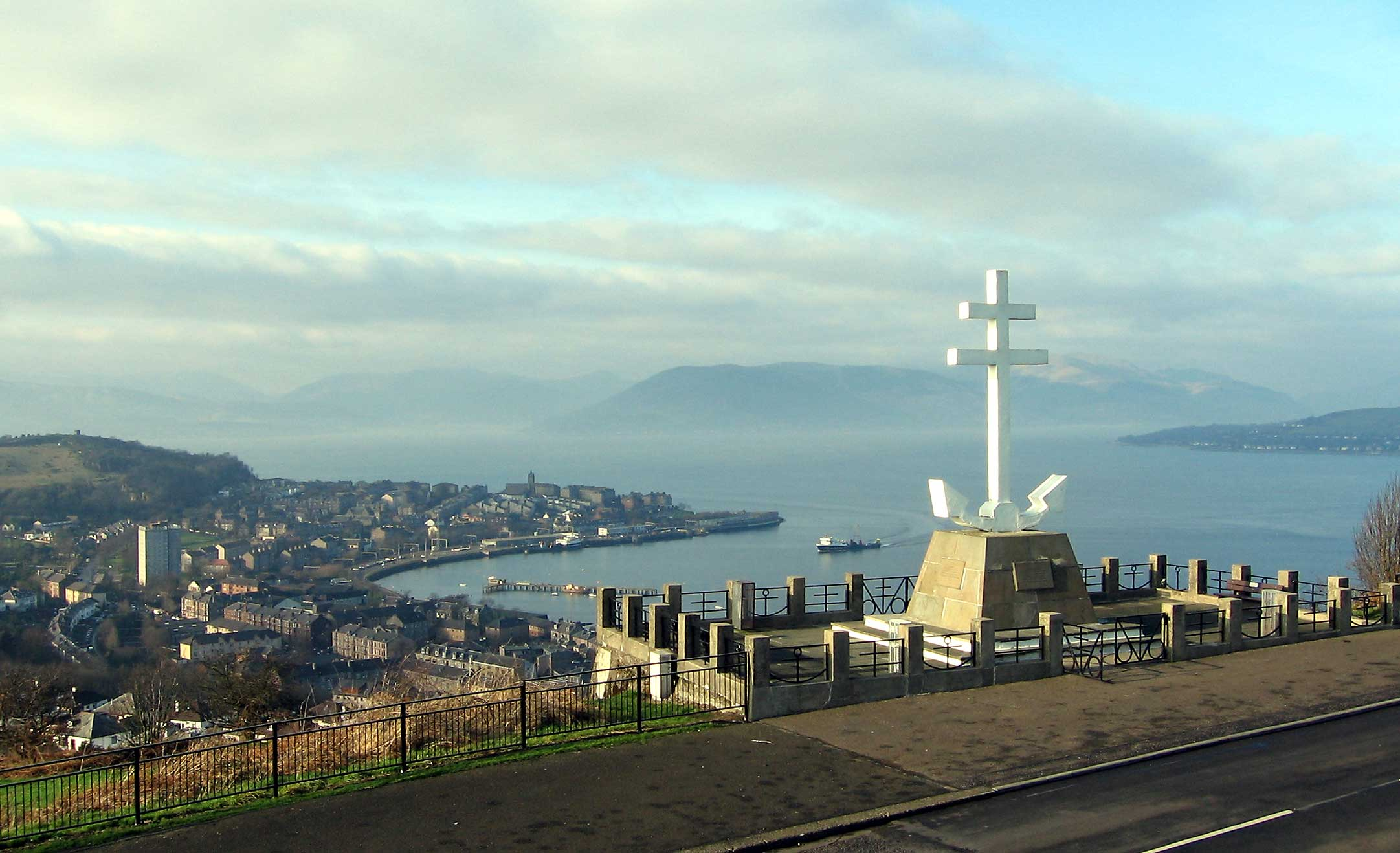
Mémorial des français libres, à Greenock (Écosse).

- L'Unterseeboot 123 (1940), ancien sous-marin allemand est baptisé en juin 1947, du nom de Blaison, en souvenir du Commandant Georges Louis Nicolas Blaison, dernier commandant du Surcouf disparu glorieusement en mer en 1942.
- The Free French Mémorial on Lyle Hill, Greenock. Sur l'une des quatre plaques apposées au mémorial, est écrit en français : « A la mémoire du capitaine de frégate Blaison, des officiers et de l'équipage du sous-marin Surcouf, perdu dans l'Atlantique. Février 1942 ». Le Mémorial des Français Libres de Greenock, fut inauguré en 1946.
- Une rue Commandant Blaison est inaugurée en 1952 à Lapalisse, face à la maison natale de l'officier sous-marinier, disparu dans la mer des Caraïbes en 1942. Une plaque commémorative est apposée sur sa façade, comportant l'inscription suivante : « Est né dans cette maison, le 30 Juillet 1906, Georges Louis Nicolas Blaison, Commandant du Surcouf, Mort glorieusement le 18 février 1942. La ville de Lapalisse Reconnaissante. Le 17/02/1952 ».
- Dans l'ancien fief maternel des Blaison, inauguration dans les années 1970 à Saint-Genis-Pouilly d'une rue au nom de Commandant Blaison. Il se trouve également dans cette commune de l'Ain une plaque commémorative sur le monument aux morts placé au centre du cimetière communal : « St-Genis Pouilly à ses Héros 1914-1918 » où se lit en soubassement du monument, cette inscription : « A la Mémoire du Capitaine de Frégate G.L.N Blaison, Commandant le sous-marin Surcouf des Forces navales françaises libres, de ses officiers et de son équipage perdus dans l'Atlantique en 1942 ».
- Inauguration en 1981 d'un patrouilleur de haute mer de la Marine nationale dénommé le Commandant Blaison[24]. Dès l'année 1982, la ville de Lapalisse devint marraine du nouveau navire militaire, lequel fut lancé en 1981 en service actif de l'arsenal de Lorient.
- Selon l'Arrêté du 18 décembre 1991, l'ancienne rue de Bretagne est rebaptisée Rue du Commandant Blaison à Saint-Pierre-et-Miquelon. En juillet 2020 une association locale présidée par Mme Lévêque-Ruault lance une souscription (fabrication de masques pour la pandémie de Covid-19) pour financer la construction d'un Mémorial en l'honneur des 529 engagés volontaires (qui ce sont engagés entre le 18 juin 1940 et le 3 août 1943) au service de la France Libre, favorisant ainsi la libération de l'archipel. Ce Mémorial qui verra le jour prochainement place Alain Savary, sera composé de 11 stèles, et sera placé devant une grande Croix de Lorraine en granit, jouxtant les rues de l'Amiral Muselier, du Commandant Blaison et du Commandant Roger Birot.
- En hommage au Commandant Louis Blaison, le service philatélique de la poste de Saint-Pierre-et-Miquelon édite en juillet 1994, un timbre à son effigie.
- Monument national aux sous-mariniers morts pour la France. Ce mémorial situé dans la rade de Toulon, fut inauguré en novembre 2009. Une plaque de bronze située au centre du monument, énumère les disparus du sous-marin Surcouf, de ses officiers, de son équipage et de son commandant Louis Blaison.